# 대한민국 상법 제185조
대한민국 상법 제185조는 채권자에 의한 설립취소의 소에 대한 상법 회사법의 조문이다.

## 조문
제185조 (채권자에 의한 설립취소의 소) 사원이 그 채권자를 해할 것을 알고 회사를 설립한 때에는 채권자는 그 사원과 회사에 대한 소로 회사의 설립취소를 청구할 수 있다. 

第185條 (債權者에 依한 設立取消의 訴) 社員이 그 債權者를 害할 것을 알고 會社를 設立한 때에는 債權者는 그 社員과 會社에 對한 訴로 會社의 設立取消를 請求할 수 있다.